# 雅纳克香槟
雅纳克香槟（法語：Jarnac-Champagne，法語發音：[ʒaʁnak ʃɑ̃paɲ]）是法国滨海夏朗德省的一个市镇，位于该省东部偏南，属于容扎克区。

## 地理
雅纳克香槟（45°33'32"N, 0°23'59"W）面积21.95 平方千米，位于法国新阿基坦大区滨海夏朗德省，该省份为法国西部滨海省份，北起旺代省，西临大西洋，南至吉倫特省，东南接多爾多涅省，东北接德塞夫勒省接壤，东临夏朗德省。
与雅纳克香槟接壤的市镇（或旧市镇、城区）包括：沙德纳克、埃什布吕讷、热尔米尼亚克、隆扎克、讷亚克、圣勒里娜、内河畔圣马夏尔。

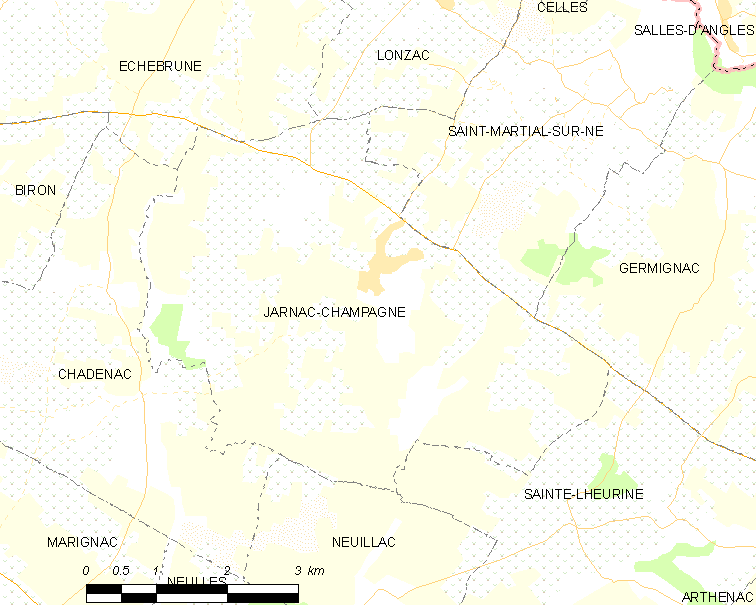
雅纳克香槟的OSM定位图

雅纳克香槟的时区为UTC+01:00、UTC+02:00（夏令时）。

## 行政
雅纳克香槟的邮政编码为17520，INSEE市镇编码为17192。

## 政治
雅纳克香槟所属的省级选区为容扎克县。

## 人口

1962-2008年间雅纳克香槟人口变化图示

雅纳克香槟于2022年1月1日时的人口数量为876人。